# Marta Carreras i Masana
Marta Carreras (Matadepera, 1987) és una periodista catalana. Actualment, treballa al programa Els Matins de TV3.
Formada a Matadepera Ràdio, on va debutar al programa "Bohèmia negra" (2005), també va ser una de les components d'"Els + Sonats!". També ha passat per Ràdio Sabadell 94.6 FM i pel Canal Terrassa TV.
L'any 2009 va entrar a formar part de l'equip de La transmissió d'en Puyal (La TdP), en substitució de Sandra Sarmiento en la tasca a peu de gespa en les retransmissions dels partits, i el programa d'entreteniment Divendres. El 2018, després de la retirada de Joaquim Maria Puyal de les transmissions, va passar col·laborar amb La transmissió d'en Torquemada (la TdT), programa successor de la TdP fins a la temporada 2020/2021.
Entre 2021 i 2023 va formar part de la redacció d'El Matí de Catalunya Ràdio on va explicar històries quotidianes i de carrer de diferents persones. També va ser copresentadora del Catalunya Migdia de Catalunya Ràdio on dirigia la secció esportiva.
Des del setembre de 2023, treballa al programa de TV3, Els Matins, i que en alguna ocasió ha presentat quan ha estat absent la presentadora, Ariadna Oltra. Freqüentment, col·labora en programes esportius de TV3 i Catalunya Ràdio com el Tot Costa i l'Onze.